# 당뇨병성 망막병증
당뇨병성 망막병증(한국 한자: 糖尿病性網膜病症, 영어: diabetic retinopathy)은 당뇨병에 의해 망막의 손상이 일어날 때 일어나는 질병이다. 실명으로 이어질 수도 있다. 선진국에서 실명의 주된 원인이다. 혈당이 많이 올라가면 갈증이 나서 물을 많이 마시게 되고, 소변량이 늘어 화장실을 자주 가게 된다. 또한 체중이 빠지게 된다. 당뇨병성 망막병증은 오랜 기간 고혈당 상태가 유지되면 신체에서 발생하는 여러 합병증 중 하나이다.
제1형 당뇨병 환자, 혹은 20년 이상 제2형 당뇨병을 앓은 환자의 최대 80%가 당뇨병성 망막병증에 걸린다. 적절한 치료와 검사 덕분에, 신규 발병 사례의 최소 90%에서는 시력을 위협하는 수준의 공격적인 망막병증과 황반병증으로의 진행이 감소하였다. 당뇨병의 유병 기간이 길수록 환자의 당뇨병성 망막병증 발생 확률이 증가한다. 미국에서는 매년 전체 실명 환자의 12%가 당뇨병성 망막병증으로 인해 시력을 잃는다. 20세에서 64세 사이 인구에서 실명의 주된 원인이다.

## 증상 및 징후

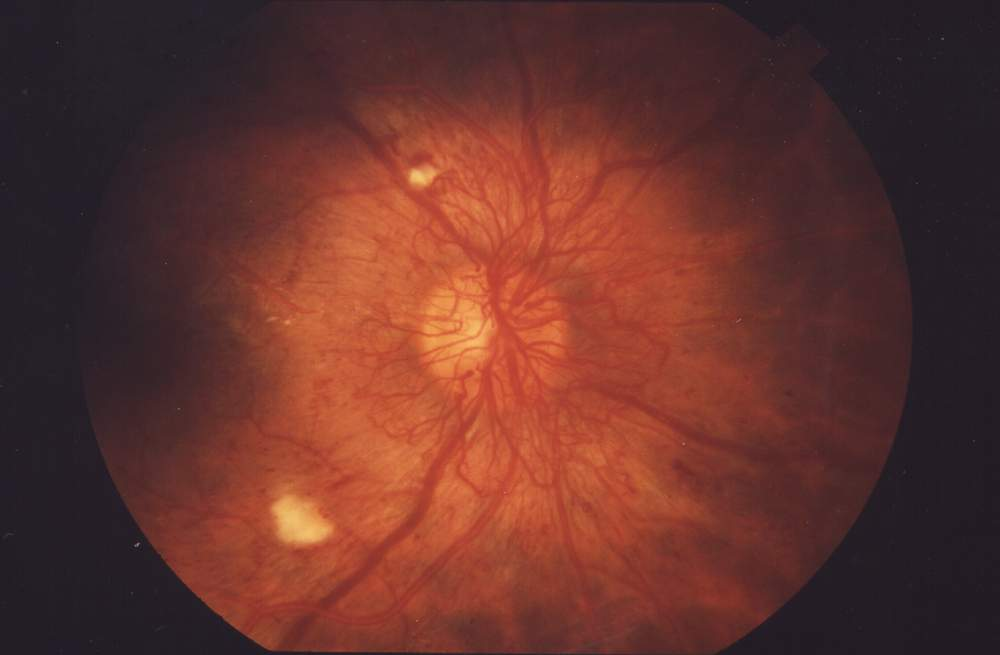
증식성 당뇨병성 망막병증

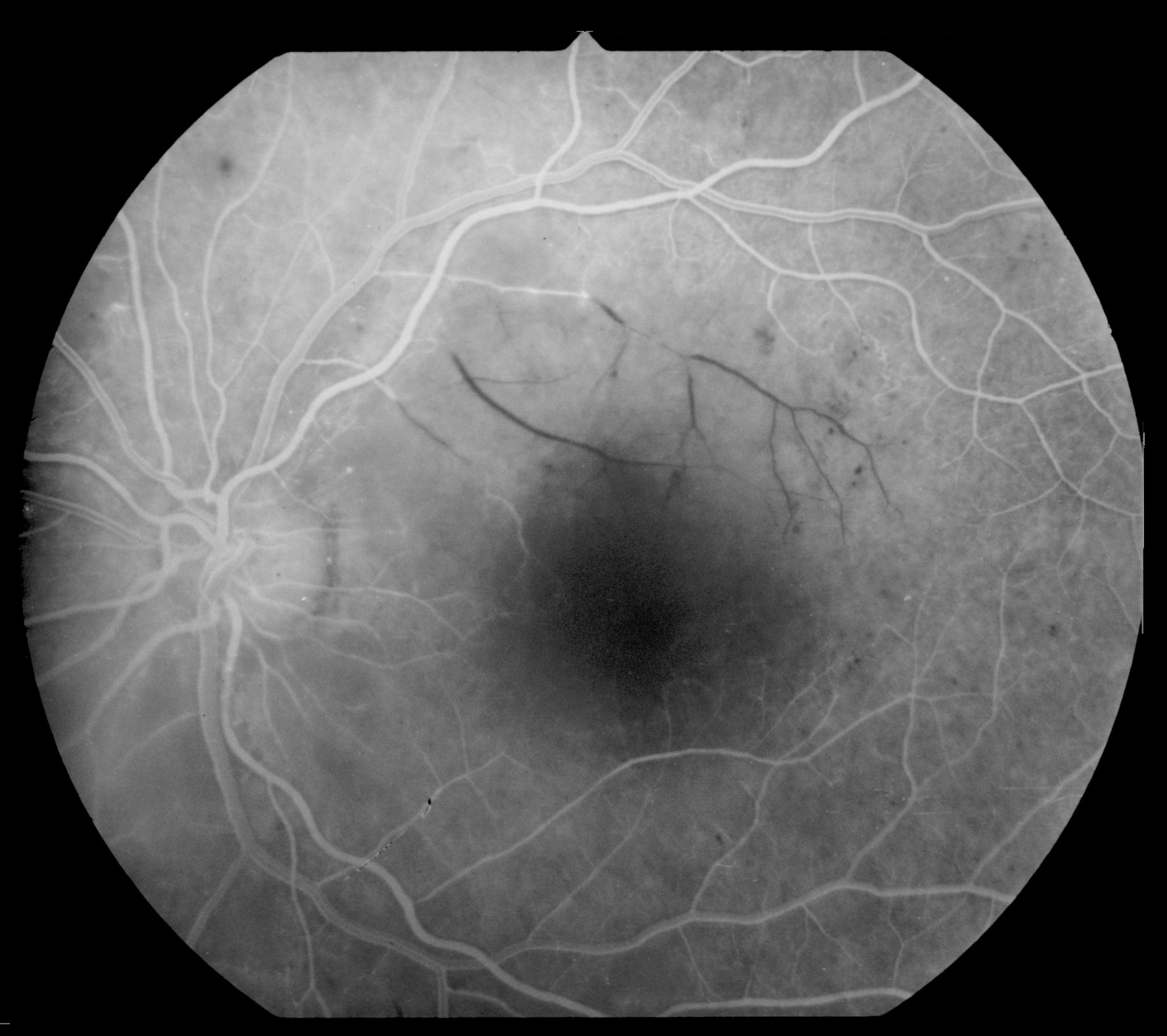
당뇨병성 망막병증 환자에서 동맥 가지가 폐색되면서 망막세정맥이 비어버린 모습 (플루오레세인 혈관조영술)

거의 모든 당뇨병 환자는 유병 기간이 수십 년이 지나면서 다소의 망막 손상("망막병증")을 입는다. 환자 다수에서는 망막검사를 해야만 그러한 망막 손상을 감지할 수 있으며, 시력에도 큰 변화가 생기지 않는다. 시간이 지나면 진행성 망막 손상이 망막검사상에서 나타난다. 처음에는 망막혈관에 미세동맥류가 생겨 혈관이 작게 부풀어 오른다. 그 후에는 면화반, 출혈, 지질이 침착되어 형성되는 경성삼출물(hard exudate), 망막내 미세혈관이상, 비정상적인 망막 정맥 등 보다 큰 규모의 이상 징후가 발생한다. 결국 다수 환자의 망막 전반에서 새로운 혈관이 자라나는 단계까지 진행한다. 새로 생긴 신생혈관은 자주 파괴되면서 출혈이 일어난다. 소규모 출혈로 인해 시야를 가로막는 어두운 점 형태의 부유물이 생길 수 있으며, 대량 출혈 시 시야가 완전히 가려질 수 있다.
당뇨병성 망막병증 환자의 약 절반은 황반이 붓는 황반부종으로 발전한다. 황반의 중심부인 중심오목 근처에서 황반부종이 발생할 경우, 가볍게 시야가 흐려지는 수준부터 시야 중심부의 심각한 시력 상실까지 다양한 정도의 시력 손상이 생길 수 있다. 치료하지 않고 방치했을 시, 황반부종이 있는 환자의 대략 30%에서 이후 3~5년간 시력 문제가 생긴다. 황반부종은 당뇨병성 망막병증 환자의 시력 상실을 유발하는 가장 흔한 원인이다.
혈관의 성장, 부종, 흉터 생성이 반복되면 결국 망막박리로 이어진다. 망막박리가 발생할 시 갑작스럽게 나타나는 어두운 부유물, 섬광, 시야 흐림 등의 증상로 나타난다.

## 원인
당뇨병성 망막병증은 고혈당 상태가 장기간 지속되면서 망막의 작은 혈관에 손상이 가해져 발생한다. 그러나 혈관에 손상이 일어나는 기전은 잘 알려져 있지 않다. 당뇨병성 망막병증이 진행하면 모세혈관의 세포인 혈관주위세포가 소실되며, 망막의 혈관 투과성이 증가하고, 망막으로 오는 혈류의 양이 변화한다. 이러한 변화는 모두 망막으로 전달되는 혈중 산소 양을 감소시킨다. 조직에 산소가 잘 전달되지 않으면 망막 전반에서 새로운 혈관이 만들어져, 결국 당뇨병성 망막병증의 증식기로 이어진다. 새로운 혈관은 쉽게 파열되기 때문에 눈 안에서 출혈을 일으키고, 흉터가 잘 생기며, 망막이나 황반에 손상을 가한다. 한편 최근의 연구 결과에서는 당뇨병성 망막병증과 염증 간에 강한 연관 관계가 있다고 밝혔다.

### 위험 인자
당뇨병성 망막병증 발생의 주요 위험 인자로는 당뇨병의 유병 기간, 혈당 조절 실패, (앞의 둘보다 위험 정도는 덜하지만) 고혈당 등이 있다. 당뇨병 진단을 받은 지 5년이 지났을 경우, 제1형 당뇨병 환자의 약 25%는 다소의 당뇨병성 망막병증에 걸리며 2% 정도는 증식성 당뇨병성 망막병증까지 진행한다. 진단 후 15년이 지나면 망막병증 환자의 비율은 80%, 증식성 망막병증 환자 비율은 25%까지 증가한다. 소아는 이러한 위험 인자에서 예외인데, 당뇨병의 유병 기간과 관계 없이 소아가 시력을 위협하는 수준의 망막병증에 걸리는 경우는 드물다. 그러나 사춘기는 망막병증 진행을 빠르게 할 수 있다. 임신 역시 당뇨병성 망막병증 진행을 가속화할 수 있다. 그러나 임신당뇨병이 있는 여성은 망막병증 위험이 증가하지 않는다.
만성적인 고혈당(당화혈색소로 측정)과 혈당 변동폭이 심한 경우 모두 당뇨병성 망막병증 발생과 연관이 있다. 그 외에도 콩팥병, 이상지질혈증, 높은 체질량지수(BMI), 흡연 등 여러 개의 보다 덜 중요한 위험 인자가 당뇨병성 망막병증을 악화시킬 수 있다.
제2형 당뇨병 환자에서 당뇨병성 망막병증의 유전적 소인은 여러 유전자 변이와 관련되어 있다. 이러한 당뇨병성 망막병증의 위험 유전자는 높은 혈당, 저밀도 지질단백질(LDL) 콜레스테롤, 수축기 혈압 등의 유전적 위험 인자와도 일부 겹친다. VEFGC 유전자의 여러 변이는 황반부종 발생 위험의 증가와 관련이 있다.
21번 염색체 수가 일반인보다 많은 다운 증후군 환자는 당뇨병성 망막병증에 거의 걸리지 않는다. 이렇게 망막병증에 걸리지 않는 이유는 엔도스타틴 농도의 증가 덕분인 것으로 추정된다. 엔도스타틴은 새로운 혈관이 형성되는 것을 막는 단백질로, 18형 콜라겐이 절단되어 만들어진다. 18형 콜라겐 유전자는 21번 염색체에 위치한다.
폐쇄성 수면 무호흡증(OSA)이 있는 경우, 간헐적으로 상기도가 폐쇄되면서 혈액 내 산소가 충분히 포화되지 못하여 당뇨병성 안구 질환의 발생률 증가와 연관 관계를 보인다. 폐쇄성 수면 무호흡증 치료 시 당뇨병 합병증 위험 감소에 도움이 된다.

## 병태생리학

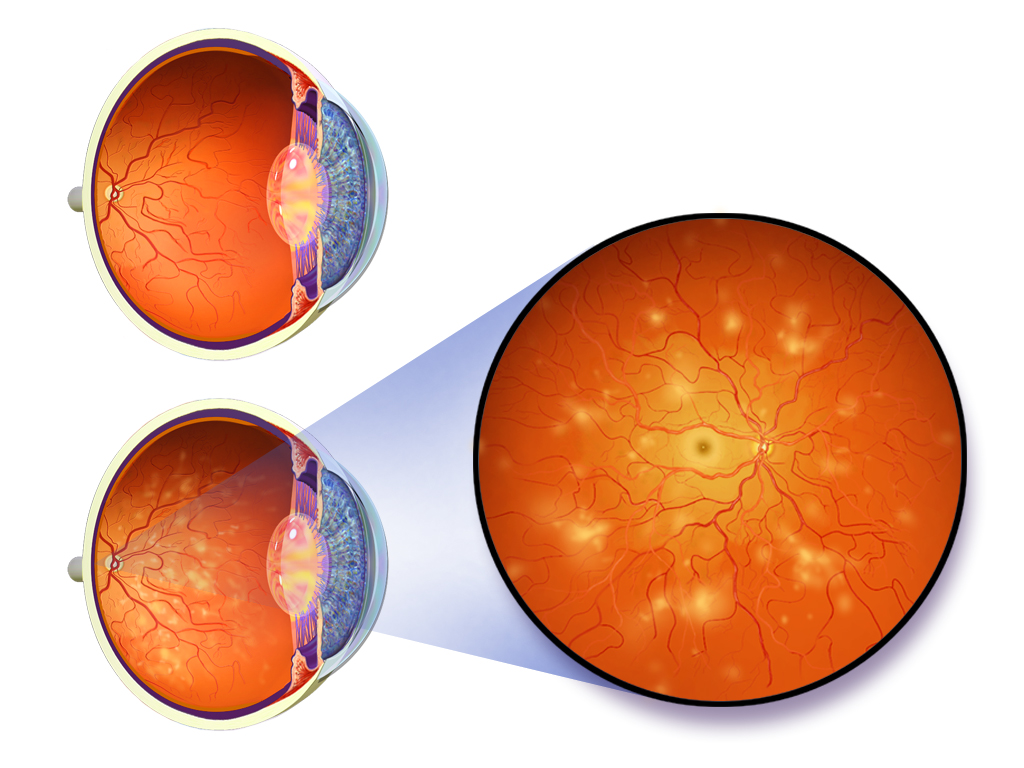
당뇨병성 망막병증 발생 과정을 나타낸 그림

당뇨병성 망막병증은 망막의 작은 혈관과 신경세포가 손상되며 발생한다. 가장 먼저 나타나는 변화는 망막동맥이 좁아지면서 망막의 혈류량이 감소하는 것으로, 이로 인해 망막 안쪽 신경세포에 기능 이상이 발생한다. 후기에는 바깥쪽 망막 기능에도 변화가 나타나 시각 기능에 조금씩 이상이 발생한다. 또한 혈액 내의 여러 물질(특히 독소와 면역 세포)로부터 망막을 보호하는 혈액망막장벽에도 기능 이상이 생겨, 망막의 신경그물로 혈액 성분이 새어 나오게 된다. 이후 망막 혈관의 기저막이 두꺼워지면서, 모세혈관은 변성되며 세포도 손실된다. 특히 혈관주위세포와 혈관의 평활근세포가 많이 손실된다. 이로 인해 혈류가 더욱 잘 들어오지 못하면서 진행성 허혈로 이어진다. 또한 모세혈관 벽이 부풀어 오르는 풍선 모양 구조로 관찰되는 미시적 동맥류도 발생하고, 이 때문에 면역 세포가 안으로 동원된다. 망막의 신경세포와 신경아교세포는 기능 이상이 더욱 심해지며 퇴행된다.

## 관리
당뇨병성 망막병증의 흔한 치료법에는 항혈관내피성장인자(anti-VEGF) 주사, 스테로이드 주사, 범망막 레이저 광응고술, 유리체절제술이 있다. 현재 치료법으로는 중증의 시력 상실을 90% 막을 수 있다.
이 치료법들은 추가적인 시력 상실을 늦추거나 막는 데에 아주 성공적이지만, 당뇨병성 망막병증 자체를 완치할 수 있는 것은 아니다. 레이저를 이용한 치료를 할 시에는 망막 조직을 손실시킬 수 있기 때문에 주의가 필요하다. 보다 신중한 치료법은 우선 항-VEGF 약제나, 스테로이드 약제인 트리암시놀론을 주사하는 것이다. 일부 환자에서는 약제를 주사했을 때 시력이 극적으로 좋아지기도 하며, 이는 특히 황반부종이 있는 환자에서 두드러진다.
당뇨병성 망막병증의 표준 치료 시에는 상술한 치료를 실시함과 동시에 혈당과 혈압, 혈중 콜레스테롤을 잘 조절하여, 당뇨병성 망막병증의 진행을 늦추도록 한다.

## 역학
전체 당뇨병 환자의 약 35%가 어떤 형태로든 당뇨병성 망막병증을 앓고 있으며, 약 10%는 어느 정도의 시력 상실을 겪는다. 당뇨병성 망막병증은 특히 제1형 당뇨병 환자에서 흔한데, 진단 5년 후에는 25%, 진단 10년 후에는 60%, 진단 15년 후에는 대략 80%의 제1형 당뇨병 환자가 당뇨병성 망막병증에 걸린다. 망막병증의 진행 가능성은 혈당 조절에 크게 영향을 받는다. 평균적으로 당뇨병 환자의 약 7%가 증식성 당뇨병성 망막병증에, 7%는 당뇨병성 황반부종에 걸린다. 당뇨병성 망막병증은 20세에서 74세 사이 인구에서 시력 상실의 주된 요인이다.
당뇨병성 망막병증의 전 세계 환자 수는 1990년에서 2015년 사이에 급증하여, 시력 손상이 있는 환자는 전 세계 140만 명에서 260만 명으로, 실명한 사람은 20만 명에서 40만 명까지 늘어났다. 이러한 변화에는 저소득 및 중간 소득 국가들에서 제2형 당뇨병 환자 수가 크게 증가한 것이 많은 지분을 차지한다.
대한민국의 경우 2022년 건강보험심사평가원 자료에 따르면, 당뇨병 유병 기간 5년 이하에서 16.1%, 6년 이상 10년 이하인 환자에서 20.9%, 11~15년에서 46.2%, 15년 이상에서 66.7%가 당뇨병성 망막병증을 앓고 있다. 당화혈색소 수치가 1% 높아질 때마다 당뇨병성 망막병증의 위험도는 1.4배 증가한다. 국내에서 성인의 실명 원인 중 1위를 차지하고 있으며, 그럼에도 불구하고 적절한 안저검사를 받은 당뇨병 환자는 46%뿐이었다.

## 같이 보기
- 눈병